# توربودواو
توربودواو(به انگلیسی: TurboDuo) نام کنسول بازی است که در ۱۰ اکتبر ۱۹۹۲ در ایالات متحده توسط شرکت توربو تکنولوژی که زیر مجموعه ان‌ای‌سی و هادسون سافت در لس آنجلس بود عرضه شد.